# バールベックの巨石

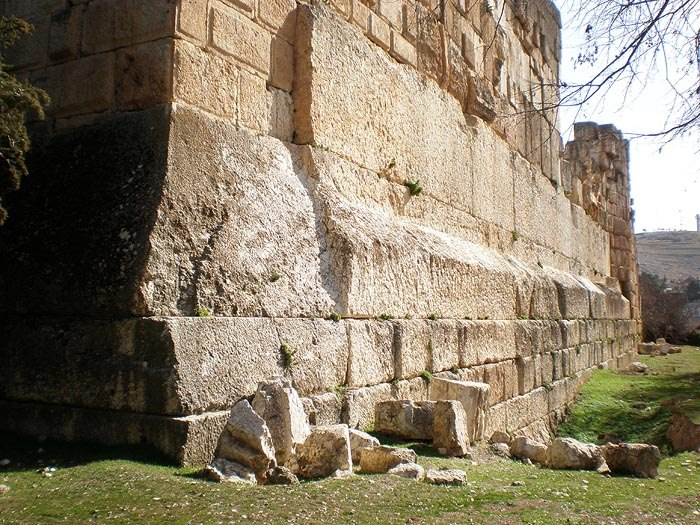
バールベックにあるジュピター神殿の「トリリトン」

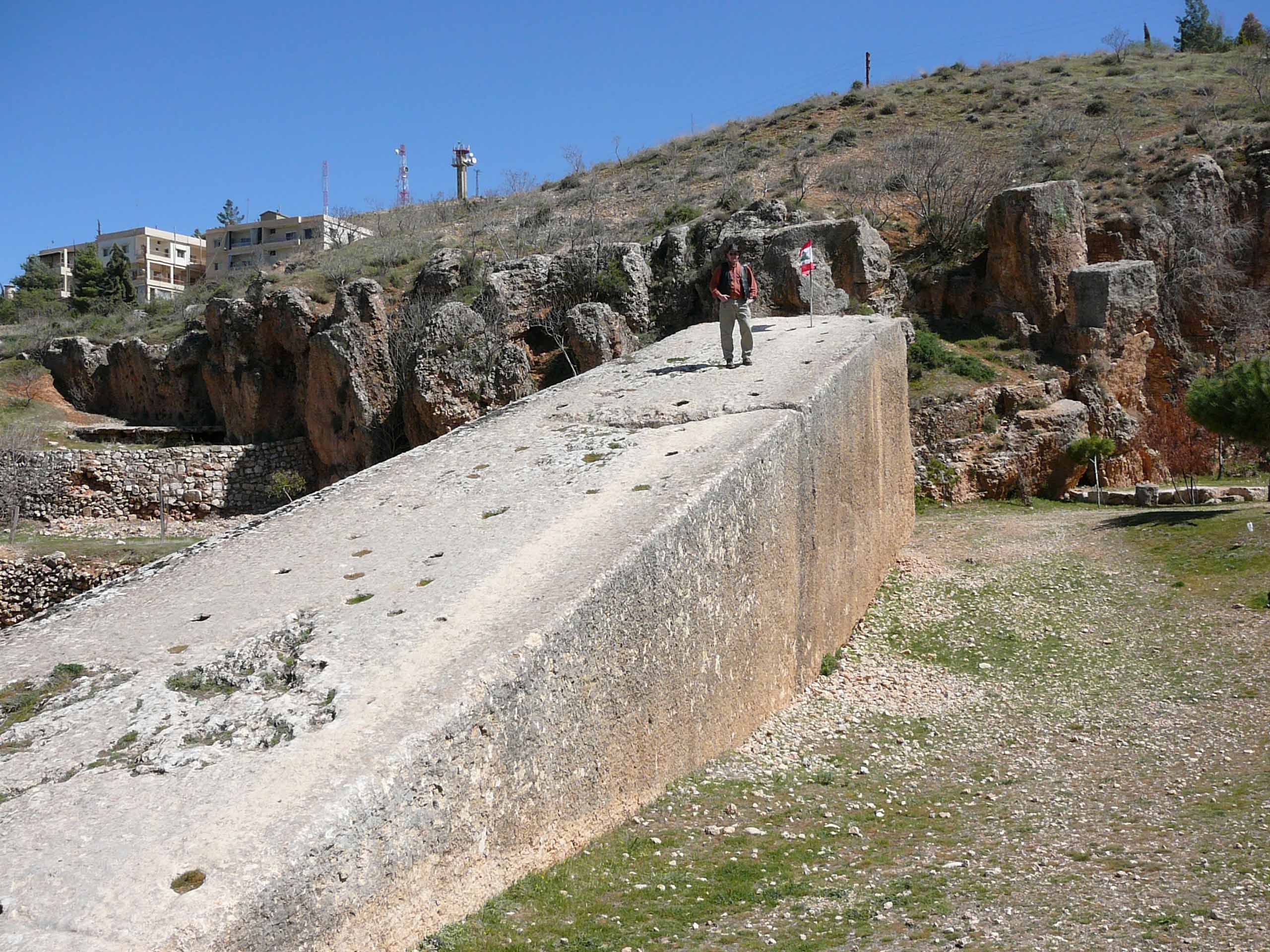
「南の石」（別名「ハジャル・ヒブラ（妊婦の石）」）

バールベックの巨石は、中東・西アジアのレバノンにある宗教都市バールベックで、世界遺産として登録されているジュピター神殿の土台として使われている3つの巨石のこと。

## 概要
この巨石は、通称「トリリトン」(驚異の三石)と呼ばれる組み石で、重さは650t-970t。石切り場から1km運ばれ、少なくとも10mは持ち上げられて他の巨石と組まれているが、石切り場から神殿までの道路や高台へ持ち上げる傾斜路の形跡は発見されていない。人力では15,000人の人間が必要な計算になるが、それだけの人間の力をまとめて石に働かせるのは現実問題として不可能であるとされている。その根拠は、「1トンの切石を1日1マイル（1.6キロ）運搬するのに16人必要」というイギリスBBCの番組内での実験であるが、しかしながら、何も1日1マイルのハイペースで動かす必要はなく、少人数でも長い時間をかける（ロシアの例をとると、有名なピョートル大帝像「青銅の騎士」の土台の1350tの花崗岩を6km動かすのに人力で3年かかった）、こうした工事にはローマの駐留軍が当たることが多く、人手にもあまり問題はない、ということが忘れられている。また、1977年の実験では、滑車とロープだけで500人程度で600tの石を移動させることが可能だと証明されている。
　なお、南西1kmの石切り場には南の石と呼ばれる更に巨大な切石があり、高さ4.2m、幅4.8m、長さ21.5m、重さは1200t-2000tと見積もられているが、この南の石に関しては下部が地下の岩盤に繋がったまま動かされた形跡はない。しかし、これも動かされていると言うオーパーツ論者もいる。
長年世界で最も大きな加工面を持つ石造物とされてきたが、2014年にドイツの調査隊が発掘作業を完了しあぐねているのをうけレバノン大学と古物局のレバノン人たちが行なった発掘作業によって、ジャニーン・アブドゥルマスィーフ博士の監督のもと、レバノン大学の学生グループが「ハジャル・ヒブラ（妊婦の石）」の記録を破り世界最大規模となる石造物を発見した。